# 哈弗尔贝格
哈弗尔贝格（德語：Havelberg，發音：[ˈhaːfl̩ˌbɛʁk] ⓘ）是德国萨克森-安哈尔特州施滕达尔县的城市，面积149.12平方千米，2023年12月31日人口为6,494人。

## 友好城市
- 德国 阿勒尔河畔费尔登（1990年）
- 法國 索米尔（1991年）
- 英国 華威（1997年）